# قيادة القوات البرية التابعة لقوات التحالف
قيادة القوات البرية التابعة لقوات التحالف أو CFLCC، هي قيادة تتولى توجيه جميع القوات البرية من دول حليفة مختلفة نيابةً عن قائد مقاتل أو قائد قوة مهام مشتركة. 
في المصطلحات العسكرية الأمريكية، يمكن لـ قيادة مقاتلة موحدة أو قوة المهام المشتركة أن تضم مكونات من جميع أفرع القوات المسلحة – البرية، الجوية، البحرية، قوات المارينز، وقوات العمليات الخاصة. وبالتالي فإن قيادة مكون القوات البرية هي قيادة تتولى توجيه جميع القوات البرية نيابةً عن قائد مقاتل أو قائد قوة مهام مشتركة.
تعني كلمة "قوات التحالف"، أو أحيانًا "القوات المشتركة"، أن قوات مسلحة من دول مختلفة تشارك في العملية. وبالتالي فإن قيادة مكون القوات البرية لقوات التحالف هي قوة برية متعددة الجنسيات، تعمل عادة كجزء من قيادة مقاتلة أمريكية، رغم أنه يمكن نظريًا أن تنطبق على قوات تابعة لدول غربية وحليفة أخرى للولايات المتحدة.

## قيادة CFLCC خلال عملية "حرية العراق"

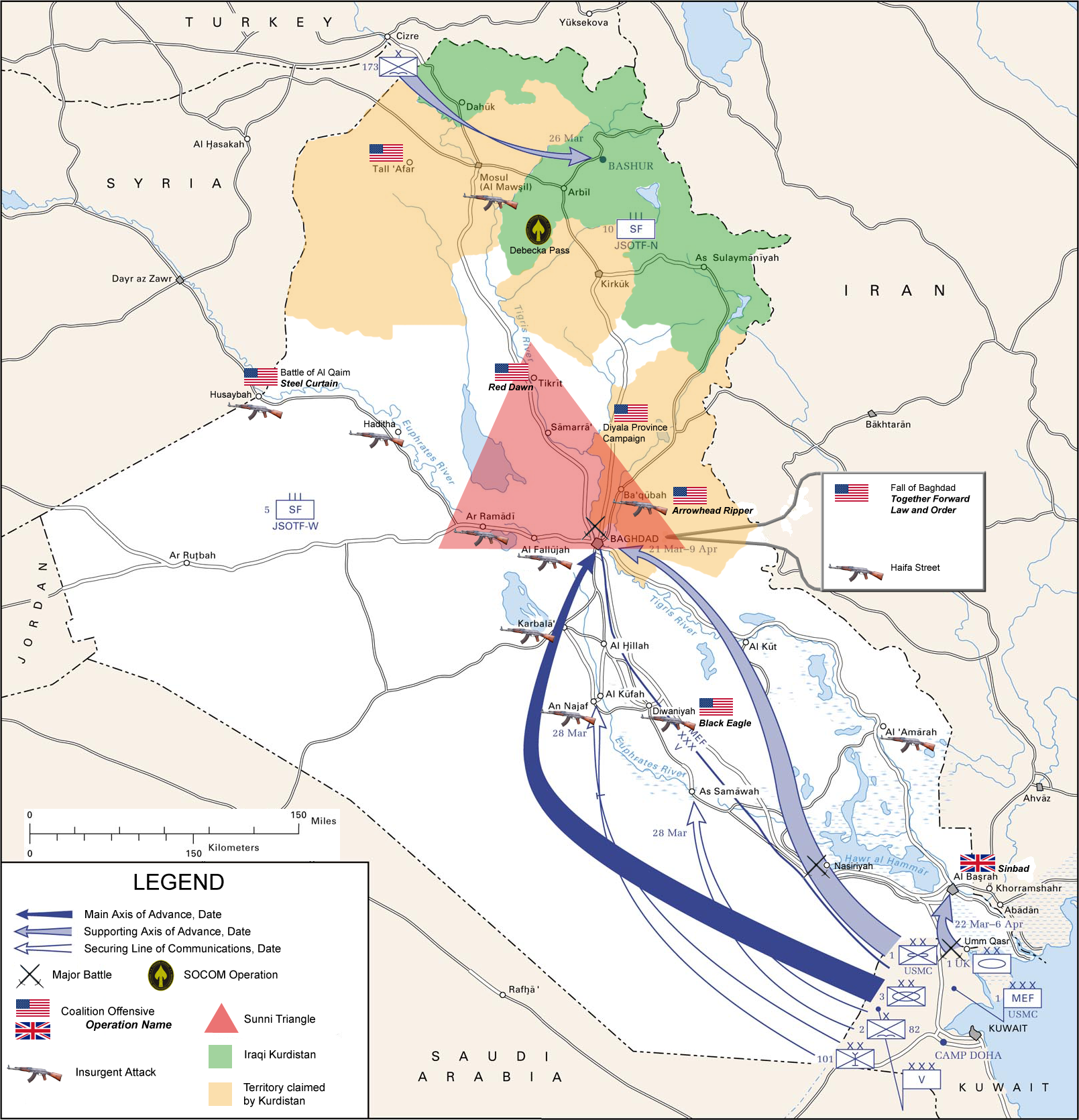
مسارات الغزو والمعارك الرئيسية التي خاضها التحالف وما بعدها

المسؤوليات الثلاث الأساسية للجيش الثالث/قوات الجيش الأمريكي في الوسط/قيادة مكون القوات البرية للتحالف، ممثلة في ثلاثة شعارات منفصلة.
تم إنشاء قيادة مكون القوات البرية للتحالف تحت قيادة قائد قوات الجيش الأمريكي في الوسط، الفريق أول ديفيد د. ماكيرنان، لتوجيه تشكيلين بحجم فيلق شاركا في الغزو الأولي للعراق في مارس 2003، وهما قوة مشاة البحرية الأولى وفيلق الخامس الأمريكي.  
الوحدات حتى مستوى اللواء التي شاركت في الغزو الأولي للعراق تحت قيادة CFLCC كانت:
- قوة مشاة البحرية الأولى
  - الفرقة البحرية الثانية المعززة (2nd MEB)
  - الفرقة البحرية الأولى (الولايات المتحدة)
    - RCT-1
    - RCT-5
    - RCT-7

  - الجناح الجوي البحري الثالث
  - مجموعة الدعم اللوجستي الأولى للبحرية
  - الفرقة المدرعة الأولى البريطانية
- الفيلق الخامس (الولايات المتحدة)
  - الفرقة الثالثة مشاة (الولايات المتحدة)
    - اللواء الأول، الفرقة الثالثة مشاة
    - اللواء الثاني، الفرقة الثالثة مشاة
    - اللواء الثالث، الفرقة الثالثة مشاة

  - الفرقة 101 المحمولة جوًا
    - اللواء الأول، الفرقة 101
    - اللواء الثاني، الفرقة 101
    - اللواء الثالث، الفرقة 101

  - لواء المظليين القتالي 173 (الولايات المتحدة)
  - اللواء الثاني، الفرقة 82 المحمولة جوًا

من مارس وحتى يونيو 2003، انضمت إلى CFLCC الفرقة المدرعة الأولى (الولايات المتحدة)، الفرقة الرابعة مشاة (الولايات المتحدة)، والفوج الثاني فرسان (الولايات المتحدة) والفوج الثالث فرسان مدرع.  
شكل الفوج الثالث فرسان مدرع قوة المهام "رايفلز" للسيطرة على منطقة محافظة الأنبار خلال جولته في العراق والتي انتهت في سبتمبر 2003.
تم استبدال CFLCC بـ قوة المهام المشتركة المتحدة 7 في 14 يونيو 2003.
بعد استبدالها بقوة المهام المشتركة المتحدة 7 كقيادة عملياتية لجميع القوات البرية في مسرح عمليات القيادة المركزية الأمريكية، أصبحت CFLCC المحور اللوجستي الرئيسي للمسرح.  
ظلت CFLCC مسؤولة عن الإمداد لجميع القوات البرية في المنطقة، وبقيت مقر القيادة المركزية لجيش الولايات المتحدة، متولية القضايا الخاصة بمكون الجيش في مسرح القيادة المركزية.  
كما أنها لا تزال الجيش الثالث الأمريكي، نفس الوحدة التي قادها جورج س. باتون خلال الحرب العالمية الثانية. يقع مقرها الآن في معسكر عريفجان بالكويت، مع المقر الرئيسي للجيش الثالث/قوات الجيش الأمريكي في الوسط في قاعدة شو الجوية بـسمتر.

## وصلات خارجية
- انتقال قيادة CFLCC